# Cairu
Cairu est une municipalité de l'État de Bahia au Brésil.
Sa population était estimée à 15 678 habitants en 2011 et elle s'étend sur 451,194 km2.
Elle appartient à la microrégion de Valença dans la mésorégion du Sud de Bahia.